# Adélaïde Ngalle-Miano
 (mars 2025).
Pour les articles homonymes, voir Miano.
Adélaïde Ndogmo, née en 1965 à Douala, est une entrepreneure camerounaise. 

## Biographie

### Enfance, études et débuts
Adélaide Ngalle-Miano débute en 1996 en tant qu'assistante de direction au port autonome de Douala. Elle se lance dans l'entrepreneuriat en créant une première entreprise dans le secteur de l'imprimerie en 2003.

### Carrière
Adélaide Ngalle-Miano est fondatrice et CEO de SCI-NK Real Estate qui gère des résidence de luxe à Douala au Cameroun notamment au sein de la résidence Adèle et à Bonapriso à Douala depuis 2006. En 2014 elle est également membre du comité exécutif du groupement inter-patronal du Cameroun (GICAM). En novembre 2016, elle organise pour la première fois au Cameroun, à l'université de Yaoundé 1, la célébration du Women Entrepreneurship Day (WED). En mars 2017 elle à également fondé et dirigé l'association Cameroun Women Bussiness Leaders Association (CWBLA) qui a pour mission de promouvoir les activités des femmes entrepreneures et contribuer à l'autonomisation des jeunes femmes à travers l'entrepreneuriat. Elle est ensuite nommée en 2018 membre du conseil d'administration de la filiale camerounaise du groupe Bolloré Transport et Logistique en tant qu'administratrice chargée du développement de la stratégie des relations institutionnelles de cette entreprise.    